# Кайназар (Жамбылский район)
Кайназар (каз. Қайназар) — село в Жамбылском районе Алматинской области Казахстана. Входит в состав Карасуского сельского округа. Код КАТО — 194253300.

## Население
В 1999 году население села составляло 569 человек (274 мужчины и 295 женщин). По данным переписи 2009 года, в селе проживал 1241 человек (642 мужчины и 599 женщин).